# 比亞努埃瓦 (奇南德加省)
比亞努埃瓦（西班牙語：Villanueva），是尼加拉瓜的城鎮，位於該國西部，由奇南德加省負責管轄，始建於1900年，面積780平方公里，海拔高度46米，2005年人口25,660，人口密度每平方公里32.9人。
12°57′49″N 86°48′53″W / 12.96361°N 86.81472°W